# 朝活
朝活（あさかつ）は、朝時間を有効活用した交流会や勉強会の活動をいう。全国で自然発生的に活動が行われている。

## 朝カフェの会
朝カフェの会（あさカフェのかい）とは、2012年8月より始まった、朝カフェの会と呼ばれる活動の名称。ホームページや口コミ、ソーシャル・ネットワーキング・サービスなどを通じて集まり、交流する場となっている。
青い旗を目印とし、テーマを決めずに会話や討議、情報交換を楽しむ。

### 部活動
朝カフェの会は、テーマを決めない交流の場だが、部活動というテーマごとの集まりも行われている。

## 朝渋（朝活コミュニティ）
朝渋（あさしぶ）は、2016年5月にスタート。渋谷を中心に朝7:30から活動する朝活コミュニティ。話題書籍の著者を呼ぶ「著者と語る朝渋」などを行なっている。

## こすぎ朝学
神奈川県川崎市の武蔵小杉エリアで開催していた朝活。「交流・学び合い・体験共有」をコンセプトに2013年11月から毎週土曜朝に、新丸子のコワーキングスペース「You＋」で開催していた。（同コワーキングスペースが閉店と共に終了）

## アサゲ・ニホンバシ
アサゲ・ニホンバシは、三井不動産の有志がNPO法人日本橋フレンドを立ち上げて、日本橋のカフェで開催している朝活。日本橋にちなんだ朝食をいただきながら2人のゲストスピーカーの話を聞くイベントを定期的に開催している。1人目は「前の100年（マエヒャク）」と題して、老舗と呼ばれる100年以上この地にいらっしゃる方、「後の100年（アトヒャク）」には、NPO、ベンチャー起業、クリエイターなどが登壇。

## 丸の内朝大学
丸の内朝大学は、運営主体はまちづくりに関わるNPOや一般社団法人によって組成される丸の内朝大学企画委員会。丸の内エリア全体をキャンパスに2009年4月に一般向けの講座を開講。 活動の目的は丸の内の朝の時間の学びの場を通じてコミュニティを形成することである。